# Melozone
Genre
Melozone est un genre de passereaux de la famille des Passerellidae.

## Liste d'espèces
Selon la classification de référence (version 15.1, 2025) du Congrès ornithologique international (ordre phylogénique) :
- Melozone albicollis – Tohi à gorge blanche
- Melozone aberti – Tohi d'Abert
- Melozone kieneri – Tohi de Kiener
- Melozone fusca – Tohi des canyons
- Melozone crissalis – Tohi de Californie
- Melozone leucotis – Tohi oreillard
- Melozone biarcuata – Tohi à face blanche
- Melozone cabanisi – Tohi de Cabanis